# تاریخ کاشان
مرآة القاسان (آینهٔ کاشان) کتابی است به قلم عبدالرحیم کلانتر ضرابی (۱۳۰۸–۱۲۴۳ق)، نویسنده و شاعر که در نقاشی و خوشنویسی نیز مهارت داشت. این کتاب به تاریخ و جغرافیای کاشان و کشاورزی و نام‌آوران کاشان در دوره قاجار می‌پردازد. تألیف کتاب در سال ۱۲۸۹ ق به پایان رسید.
چاپ این کتاب توسط انتشارات امیر کبیر با نام تاریخ کاشان در سال ۱۳۷۷ش انجام شده‌است. چاپ کتاب به کوشش ایرج افشار و با یادداشت اللهیار صالح با نام «تاریخ کاشان» انتشاریافته‌است.
ناشر دیجیتالی کتاب، مرکز تحقیقات رایانه‌ای قائمیه اصفهان است.
درمقدمه کتاب که ایرج افشار آن را در سال ۱۳۴۱ خ نوشته‌است، اشاره شده که این کتاب از روی نسخه خطی کتاب که در کتابخانه مجلس به خط نستعلیق وجود دارد به چاپ رسیده‌است. نسخه خطی دیگر این کتاب در موزه بریتانیا موجود است.

## فصل‌های کتاب
کتاب در شش فصل که همه فصل‌های آن دارای نه باب است بجز فصل اول که دارای هشت باب می‌باشد.

### فصل اول
- باب اول: آنکه کاشان را اسم قدیم چه بوده وجه تسمیه اسم قدیم و جدید چه شد و ابتدا بانی و آبادکننده که بود؟
- باب دوم: آنکه نام این مملکت در کتب سماوی آمده‌است یا خیر؟
- باب سیم: آنکه سرحد قدیم از چهار طرف چه بود و حالا از کجا به کجا است؟
- باب چهارم: در آنکه حدود کوه‌های بزرگ و قله و پل چیست و به چه نام شناخته می‌شود و کجا واقع هستند و طول و عرض و قطر چند است؟
- باب پنجم: آب‌های قدرتی از قبیل رودخانه‌های بزرگ و کوچک و نهرها و استخرها و برکه چه و در کجا واقع است؟ آب چقدر دارد و به چه اسم شناخته می‌شود. از کجا جاری می‌شود و به کجا منتهی خواهدشد و از (هر) کدام چه فیض می‌رسد و خاصیت آب چیست؟
- باب ششم: سرآب که از کوه بیرون می‌شود و زیرآب که از زمین می‌جوشد و چشمه که از دامن کوه جاری می‌شود و سیلاب که در وقت بارندگی می‌آید و قنات و دولاب کجا هست و نام‌های آن چیست و فیض کدام و خاصیت چه می‌باشد؟

برکه‌های کاشان نیز در باب ششم ذکر می‌شود.
- باب هفتم: حدود جنگل و سنگلاخ و باتلاق و زمین ریگ‌زار و نمک‌زار و شوره‌زار و زمینی که چیزی نمی‌روید و زمین‌های ویران کجا و عرض و طول چه و نام کدام؟
- باب هشتم: خاصیت آب‌وهوا: مثل سرد و تر، یا گرم و تر، یا گرم و خشک، بر اناث سازگار است یا بر ذکور؟ بر غریب و بومی چه سازش دارد؟ خوبی هوا عصر است یا صبح؟

### فصل دوم
- باب اول: در آن حدود دز که قلعه روی کوه باشد و قلعه که بر روی تپه و زمین بناشده باشد چند و نام چیست. اسامی شهر و قصبه همگی مفصلاً که کجا واقع هستند و آبادی چه و خاصیت چیست؟
- باب دوم: قراء و مزارع و محل زراعت کجا و نام چه و قاعده زراعت چند نوع است؟
- باب سوم: باغات و بوستان و گلستان چه و در آن از ریاحین چه نوع و مرکبات و میوه‌جات چه قسم است؟
- باب چهارم: در آن حدود از چمن و مرتع و جلگه و میدان کجا و چه نام و کدام؟
- باب پنجم: برف و باران و تگرگ و مه در چه فصل و در چه وقت شدت دارد؟
- باب ششم: در آن حدود بلاهای آسمانی مانند طاعون وبا و سرمازدگی و باد گرم و برق و ملخ خوارگی و غیره چه‌وقت و چه فصل و به‌طور تخمین بعد از چند وقت فاصله می‌آید و ضرر و نفع چه وارد می‌شود؟
- باب هفتم: آفت‌های ارضی مانند زلزله شدن و قحطی افتادن و سیلاب آمدن و آتش گرفتن و خرابی رسانیدن چه نوع و ضرر تا چه‌قدر رسیده‌است؟
- باب هشتم: سلطان گردش و تغییر حکومت و تاخت‌وتاز کی شده و سبب که بوده و کجا واقع شده و ضرر چه رسیده‌است؟
- باب نهم: کدام مرض شیوع و شدت دارد و چه فصلی امراض زیاد می‌شوند و معالجه مرض چه، دواها کدام و هنگام شدت مرض از صد نفر چند نفر مبتلا می‌شوند؟

### فصل سیم
- باب اول: در آن حدود از پرنده و چرنده و درنده و گزنده چه نوع و کدام نوع وفور دارد و اذیت از کدام بیشتر می‌رسد؟
- باب دوم: در آن حدود از درخت‌های جنگلی و کوهی چه و نام چیست و میوه‌دار کدام و بی‌ثمر چه و خودرو چه و دستی چه و فایده چه دارد؟
- باب سیم: در آن حدود تره‌بار و سبزیجات چند جوره و کدام وفور و امتیاز دارد و هریک به چه کارمی‌آید؟
- باب چهارم: در آن حدود غله و حبوبات چند نوع و کدام ممتاز و بهتر است، کفاف می‌دهد یا از خارج داخل می‌شود یا خارج می‌گردد و چه نوع بیشتر است؟
- باب پنجم: اصول اکلیه ارضی مانند سیب‌زمینی و قارچ و دنبلان و ریواس و شنگ و کور و کنگر و غیره چه و چه نوع بهتر و بیشتر و نباتات ادویه چه و کدام و چه‌قدر به مصرف می‌رسد و به چه نوع بکار می‌برند؟
- باب ششم: معدنیات مانند طلا و نقره و مس و آهن و سرب و غیره چه هست و کجا هست و از معدن چه نوع به عمل آورند و کجا به مصرف می‌رسد و دولتی است یا رعیتی؟
- باب هفتم: عمل و صنعت کاسبی بازوی چه نوع و بهتر کدام؟
- باب هشتم: در آن حدود مال‌التجاره چه داخل و خارج می‌شود و چه متاعی بیشتر خریدار دارد و طریقه خریدوفروش و گمرک و راه‌داری از چه قراراست؟
- باب نهم: ایلات چند طایفه و هر طایفه چند خانوار - سردسیر و گرمسیر کجا و چه نام - و از کدام ایل و طایفه سرباز و سوار گرفته می‌شود و نام بزرگ طوایف چه؟

### فصل چهارم
- باب اول: در آن حدود تجار و صاحبان صنعت مشهور و اهل زراعت کیانند و چه نام دارند؟
- باب دوم: اهالی آن مملکت را شکل و شمایل و قد و قامت چگونه و طول عمر عموم چند سال؟
- باب سیم: اهالی آنجا را با یک‌دیگر سلوک و رفتار چه نوع است و با خودی و غریب چه‌طور؟ و همت و قوت دارند یا نه؟
- باب چهارم: مذاهب و زبان ملت قدیم چه بود و حال چیست و سبب تغییر و تبدیل مذاهب و زبان از چه؟
- باب پنجم: طریقه معاشرت و طرز پوشاک و خوراک چگونه و مکان چه نوع و طرز قدیم چه بود و حال چیست؟
- باب ششم: سلوک زن و شوهر و طریقه عقد بستن و عروسی‌کردن و عزاداری چگونه و زن‌ها را کدام پیشه بیش است؟
- باب هفتم: صاحب و دارای کدام چیز را- یعنی صاحب رمه و صاحب گوسفند یا زارع یا صاحب پول کدام‌یک را- دولتمند می‌نامند؟
- باب هشتم: قرار وزن و کیل ذرع چگونه است و چه سکه و پولی رواج است و چند قسم پول رواج دارد و به خارج چه نوع سکه داخل و خارج می‌شود و نفع و ضرر چه دارد؟
- باب نهم: در آن مملکت از خانواده کهن از علما و حکما و عرفا و فیلسوفان و صاحبان تنخواه کلی و مردمان نامی کیان بوده و حال کیستند و راه معاش از کجا دارند؟

### فصل پنجم
- باب اول: تواریخ حکومتی هر قدر ممکن بشود با سند صحیح از ابتدا الی هجرت
- باب دوم: از هجرت الی یومنا هذا با سند صحیح محل حکومت و ایالت آن مملکت کجا بوده و حال کجا است و سبب تغییر چیست؟
- باب سیم: از محل حکومت تا جزایر خالدات و خط استوا بر چند درجه است و حدت و برودت آنجا چه عبارت؟
- باب چهارم: از محل حکومت به سرحد خارج به کجا می‌رود؟ راه چه نوع است و راه عراده و راه پیاده و قافله کجا؟ داخل مال‌التجاره و اثقال در آن راه با شتر یا قاطر یا پیاده کدام است؟
- باب پنجم: نوشته نشده‌است.
- باب ششم: در محل قشون و اسباب حرب از سواره و پیاده و توپ و قورخانه چه و چند و چگونه است؟
- باب هفتم: در آن مملکت قبل از هجرت آبادی چه بود و بعد از هجرت تا حال چیست؟
- باب هشتم: مالیات دیوانی قبل از هجرت و اکنون چه بود و چیست و طریقه وصول چگونه؟ نقدی چه و جنسی چند؟
- باب نهم: امنیت و اغتشاش آن مملکت چطور است و سبب امنیت و اغتشاش کی و چه و باعث شرارت کی‌ها هستند؟

### فصل ششم
- باب اول: عجایبات قدرتی زمینی و کوهی و درختی و حیوانی چه نوع؟
- باب دوم: مملکت قبل از هجرت ناموران معروف و مشهور کی‌ها بودند و سبب یادگاری ایشان چه بوده و حال چه یادگاری دارد؟
- باب سیم: از علامات و آیات قدیم چه باقی است و محل عبادت و زیارت‌گاه‌های ایشان کجا بوده و نام چه داشته و اکنون به چه شناخته می‌شود؟
- باب چهارم: بعد از هجرت ناموران کی‌ها بوده و هستند و جهت نیک‌نامی آنها چه بوده‌است و یادگاری از آنها چه باقی مانده‌است؟
- باب پنجم: علامات و امارت و عمارات عالی و بناهای متعالی و مدرسه و زیارت‌گاه بعد از هجرت کجا و اکنون چه و باقی که و نام کدام؟
- باب ششم: مسافران آن حدود را نام که و اتفاق افتادن از برای ایشان چه و سرگذشت نوشتن در مسافرنامه‌های آنها که خود مسافران نوشته باشند چیست؟
- باب هفتم: در آن حدود مسافرین سابق را با کدام شخص بزرگوار و ولی و مرشد ملاقات افتاده و چه نوع مکالمه کرده‌اند؟
- باب هشتم: در آن حدود از برای مسافر، اسباب سفر و شرایط سفر چیست و به چه نوع سیاحت می‌توان کرد؟
- باب نهم: در آن حدود اسباب آبادی مملکت و ترقی در عمل تجارت و زراعت چه لازم است که تاکنون از دولت رعایت نشده‌است؟

## نگاهی به بخش کشاورزی
- عمل زراعت و وضع فلاحت و تصنیع و ترتیب باغات و تبدیل اشجار به اعضان مختلفه و اوراق متفاوتیه و اثمار متغایره
- آماده کردن زمین و کود دادن و اقسام زراعت صیفی، اقسام زراعت شتوی، عمل باغات و بوستان‌ها

شوراب رشوت طلب است و خاشاک و خاکروبه و خاک کهنه عمارات مندرسه لابد و ناچار است و هیچ حاصلی بی خاشاک به عمل نیامده مگر گندم و نخود و هندوانه. سوای خربزه و خیار و پیاز و سایر بقولات که در هیچ خاکی بی خاشاک به عمل نمی‌آید هر حاصلی دیگر از قبیل تنباکو و جوزق و ذرت و ککج و کرچک و گاورس و لوبیای ابلق و غیره از جو و گندم بی خاشاک عمل می‌آید.
نارستان و تاکستان از آن سال که مثمر شوند به بعد لازم است که در زمستان دو نوبت یخ‌آب کامل داده شود که سه خاصیت از آن منظور است: یکی آنکه چون شب شود آن آب و گِل تا یک ذرع زیر زمین یخ کند که کرم‌های زمین که خصم ریشه اشجارند ناچیز شود. دیگر آنکه زمین که از یخ متکاثف شود چون هوا گرم گردد باید متخلخل بود و خلل و فرج بهم رسند، هم ریشه اشجار سهولت به اطراف دراز گردد و هم آب به آسانی پر به قعر زمین نهد. یکی دیگر آنکه عنصر اشجار را ترطیب و تبدیل نماید و در هوای گرم تابستان خطر عطش و استسقا ایمن مانند؛ و نیز باید دانست که در اول هر سال چه نارستان و چه تاکستان را باید اسفار کامل نموده آب نکنند. روز بعد از عید، چنانچه از عید به بعد کم بارشی شود یک ماه هم جایز است و این امساک برای آن است که نارستان از خطر شته و فروریختن بار و مریض شدن اعضان مصون ماند و تاکستان از شدت نمو ریواسه و برگ و فرورختن دانه‌های صغاره و غوره در حالت گل و تنک ماندن خوشه‌ها از انگور محفوظ شود و کذالک معایب دیگر؛ و مع القصه ضرر سرمازدگی بعضی سالها که گرمسیر و سردسیر را متعرض می‌شد قریب ده پانزده هزار تومان بوده دو مساوی سردسیر و یک مساوی گرمسیر؛ و ضرر باد گرم و برق سالهایی که اتفاق افتاده در گرمسیر و محوطه بلده شدت و ضعف از دو هزار تومان الی پنج هزار تومان و از ملخ آن سال از شتوی و صیفی تقریباً دوازده هزار تومان و از کرم‌خوارگی ده سال قبل علاوه از یازده هزار تومان غله و کاه رعیت کاشان ناچیز شد.